# Alauda, revue internationale d'ornithologie
Alauda, revue internationale d'ornithologie, ou simplement Alauda, est une revue scientifique trimestrielle publiée en France. Elle paraît depuis 1929 grâce à l'impulsion de Noël Mayaud, Jacques Delamain, Henri Heim de Balsac, Henri Jouard, Louis Lavauden et Paul Paris notamment. Initialement revue de la Société d'Etudes Ornithologiques (SEO), elle devient en 1994 l'organe de la Société d’Études Ornithologiques de France (SEOF) résultant de la fusion de la SEO et de la SOF (Société Ornithologique de France). Son actuel rédacteur en chef et directeur de publication est Jean-François Dejonghe.
Actuellement, cette publication paraît essentiellement en français mais des articles en anglais apparaissent de temps à autre. Ces travaux concernent la France métropolitaine et d'outre-mer, mais aussi diverses parties du globe (en particulier l'Afrique du Nord).